# Premis Junceda
Els Premis Junceda són uns guardons organitzats des del 2003 per l'Associació Professional d'il·lustradors de Catalunya que premien totes les àrees de la il·lustració gràfica, tant des del punt de vista tradicional com aplicada a les noves tecnologies. El nom és un homenatge al dibuixant Joan García Junceda i Supervia.

## Funcionament
Poden participar-hi tots els il·lustradors que treballin a Catalunya. Els guardons recullen una selecció de les obres publicades a Catalunya durant l'any anterior al que es lliura el premi i s'estableixen diverses categories. Una d'elles reconeix el mèrit professional i no necessàriament es lliura a un il·lustrador, sinó a algú que hagi destacat per la seva contribució, dins l'àmbit que sigui, a la il·lustració. També hi ha un premi per a un autor no resident a Catalunya. El jurat està format per il·lustradors guanyadors d'anteriors convocatòries i personalitats del món de la comunicació visual, així com un representant amb veu però sense vot.

## Premis
- Llibre d'adult ficció
- Llibre infantil ficció
- Llibre no-ficció adult i infantil
- Divulgació i ciència
- Coberta de llibre
- Còmic
- Premsa i revistes
- Edició
- Publicitat
- Animació
- Junceda internacional
- Junceda d'Honor
- Premi futurs creadors, amb l'objectiu d'estimular i promoure la creació jove amb la presentació dels projectes de fi de carrera de les escoles oficials d'il·lustració de Catalunya.[1]